# Мотовилін Віктор Павлович
Віктор Павлович Мотовилін (12 липня 1930, Дебальцеве, тепер Донецької області — листопад 2018, місто Чернівці) — український діяч, секретар Чернівецького обкому КПУ, начальник Чернівецького обласного управління сільського господарства, начальник Державного управління охорони навколишнього природного середовища в Чернівецькій області.

## Життєпис
Освіта вища. Член КПРС.
На 1957—1958 роки — головний агроном Веренчанської машинно-тракторної станції (МТС) Заставнівського району Чернівецької області.
З 1970 по жовтень 1975 року — начальник Чернівецького обласного управління сільського господарства.
17 жовтня 1975 — 1989 року — секретар Чернівецького обласного комітету КПУ з питань сільського господарства.
У 1989—1995 роках — начальник Комітету з охорони природи по Чернівецькій області, начальник Державного управління охорони навколишнього природного середовища в Чернівецькій області.
Потім — на пенсії в місті Чернівцях. Помер у листопаді 2018 року.

## Нагороди
- орден «Знак Пошани»
- ордени
- медаль «За трудову відзнаку» (26.02.1958)
- медалі